# João Gomes Cravinho
João Titterington Gomes Cravinho (Coimbra, 16 de junio de 1964) es un diplomático y político portugués que se desempeñó como ministro de Relaciones Exteriores en el gobierno del primer ministro António Costa entre 2022-2024. Anteriormente, se había desempeñado como ministro de Defensa Nacional.

## Biografía
Durante su tiempo en el Servicio Europeo de Acción Exterior, Cravinho se desempeñó como Jefe de la delegación de la Unión Europea en Brasil desde 2015 hasta 2018 y en India desde 2011 hasta 2015. Antes de eso, ocupó el cargo de Secretario de Estado para Relaciones Exteriores y Cooperación en el gobierno de José Sócrates.
Bajo el liderazgo de Cravinho como Ministro de Defensa Nacional, la Fuerza Aérea Portuguesa compró cinco aviones de transporte militar KC-390 y un simulador de vuelo de la empresa aeroespacial brasileña Embraer por 827 millones de euros (932 millones de dólares) en 2019.
En 2020, Cravinho anunció que el ejército de Portugal ayudaría a Mozambique a  entrenar a soldados, infantes de marina y otras fuerzas locales para enfrentar una insurgencia en Cabo Delgado. En mayo de 2021, Cravinho y su homólogo mozambiqueño, Jaime Neto, firmaron un acuerdo en el que Portugal se comprometía a aumentar su número de tropas en Mozambique a 80 para 2026 y a entrenar a los soldados mozambiqueños para hacer frente a la insurgencia, compartir inteligencia y ayudar al país a utilizar drones. para rastrear los movimientos de los militantes.